# Jan Bakker (bioloog)
Jan P. Bakker (1945) is een Nederlands hoogleraar ecologie en natuurbeschermer. 
Hij was verbonden aan de Rijksuniversiteit Groningen als wetenschappelijk medewerker en later als hoogleraar plantenecologie. Daarnaast was hij nauw betrokken bij natuurbescherming en in het bijzonder Natuurmonumenten en Staatsbosbeheer. Hij was een van de eerste drie bijzonder hoogleraren die bekostigd werden door de Stichting Bijzondere Leerstoelen Natuurbeheer (van het Prins Bernhard Cultuurfonds i.s.m. onder meer Natuurmonumenten). Hij bekleedde de leerstoel  'ecologie in het bijzonder Natuurbeheer van Kustsystemen' tussen 1995 en 2005. De andere twee bijzonder hoogleraren waren Marjan Margadant en Herman Eijsackers. 
Veel onderzoek verrichtte Bakker in het Drentsche Aa-gebied en in het waddengebied. Veel van zijn ruim 350 publicaties betroffen  de effecten van begrazing of van andere vormen van natuurbeheer op de vegetatie.
Bakker was betrokken bij het onderzoeksprogramma ‘biodiversiteit’ van de Nederlandse Organisatie voor Wetenschappelijk Onderzoek NWO. Andere functies waren onder meer: lid van de Raad voor de Wadden; lid van de programmaraad Zee- en Kustonderzoek NWO-ALW; voorzitter van de Stichting De Levende Natuur en lid van de Stichting Bijzondere Hoogleraren Natuurbeheer. 
In 2010 werd hem de Natuurmonumentenprijs uitgereikt door Vereniging Natuurmonumenten. 